# San Miguel Zinacantepec
San Miguel Zinacantepec är en kommunhuvudort i Mexiko.   Den ligger i kommunen Zinacantepec och delstaten Mexiko, i den sydöstra delen av landet, 70 km väster om huvudstaden Mexico City. San Miguel Zinacantepec ligger 2 754 meter över havet och antalet invånare är 54 220.
Terrängen runt San Miguel Zinacantepec är kuperad söderut, men norrut är den platt. Runt San Miguel Zinacantepec är det mycket tätbefolkat, med 2 103 invånare per kvadratkilometer. Närmaste större samhälle är Toluca, 8,5 km öster om San Miguel Zinacantepec. Runt San Miguel Zinacantepec är det i huvudsak tätbebyggt.